# Kim Ok-bin
Kim Ok-bin (Hangul: 김옥빈) (n. 29 decembrie 1986) este o actriță sud-coreeană. Este renumită pentru rolul său din filmul Setea realizat de Park Chan-wook.

## Biografie
S-a născut la Gwangyang, Provincia South Jeolla. În copilărie a fost antrenată în artele marțiale și a atins al treilea dan în Hapkido și al doilea dan în Taekwondo; de asemenea ea practică boxul thailandez și boxul. Debutează într-un concurs de frumusețe online al  portalului web Naver în 2004.

## Filmografie
- Sosuuigyeon (2015) - Su-gyeong
- Yoo-Na's Street (2014) -  Yoo-Na Kang
- The Blade and Petal / Prin flori și sabie (2013)
- Yeolhansi / 11 A.M. (2013) - Young-eun
- Si-che-ga Dol-a-wass-da (2012) - Han Dong-hwa
- Go-ji-jeon (2011) - Cha Tae-kyeong
- Actresses / Șase actrițe (2009)
- Bakjwi / Setea (2009) - Tae-ju
- 1724 Gibangnandongsageon (2008) - Seol-ji
- Arang (2006)
- Dasepo sonyo (2006) - Fata saraca
- Yeogo gwae-dam 4: Moksori (2005) - Young-eon

## Legăturiexterne
- Kim Ok-bin la Internet Movie Database
- http://www.cinemagia.ro/actori/ok-bin-kim-43401/